# Breath of Fire IV
Breath of Fire IV: The Unfading Ones (ブレスオブファイアIV　～うつろわざるもの～, Buresu obu Faia IV Utsurowazarumono) é um jogo eletrônico de RPG para Playstation lançado no Japão e América do Norte em 2000 e na Europa no dia 3 de Agosto de 2001. Uma versão para computador foi lançada na Europa e no Japão em 2003. Breath of Fire IV é o quarto jogo da saga Breath of Fire, que foi desenvolvida pela Capcom.

## Enredo
A trama se passa em um mundo contendo dois continentes, separados por um oceano de areia. Como manda a tradição da série, os protagonistas da aventura são Ryu e Nina, mas não são os mesmos de um jogo para outro, pertencendo a eras diferentes.
Os continentes eram: o Império Fou, continente do oeste, e a Aliança do Leste, continente do leste. Por anos os dois continentes agiram de forma independente, pois não tinham contato entre si. Entretanto, logo após o contato surgiu uma guerra brutal entre os continentes. Os dois poderes ficaram empatados, praticamente a guerra inteira, usando toda sua força e recursos naturais na batalha. A guerra continuou por muito tempo até que os dois continentes ficaram sem recursos.
A história começou quando houve contato entre os dois continentes que era possivel através de "barcos" que navegam pela areia que são chamados Sandflier (砂船, sunafuna). Um ano depois, princesa Elina de Wyndia, subitamente desapareceu perto da cidade de Synesta, e sua irmã, princesa Nina, juntamente com Cray, seu guardião, embarcaram em uma jornada para encontrá-la.

## Personagens
Ryu: Personagem central da história. Ryu encontra Nina enquanto está inconsciente em uma cratera no meio de um deserto do continente oriental. Sua raça e terra natal são desconhecidas. Ryu possui o Olho de Dragão, que lhe confere habilidades incríveis para se transformar em um dragão e invocar outros dragões.
Nina: A princesa de Wyndia, uma cidade da tribo Fae (povo alado), Nina encontra Ryu durante sua jornada em busca de sua irmã perdida, Elina. Embora um pouco ingênua, Nina é habilidosa na magia de Cura.
Fou-lu: Unificou o continente ocidental sozinho, com seus poderes paranormais. Fou-lu se tornou o primeiro imperador do Império Fou há alguns séculos. Apesar de sua aparência jovem, ele possui uma dignidade mística. Dizem que ele previu sua própria ressurreição enquanto partia deste mundo.
Cray: Jovem líder da tribo Woren (povo felino) na Aliança do Leste, Cray se une a Nina para procurar a Princesa Elina, sua amiga de infância. Ele tem um forte senso de responsabilidade e atua como o líder do grupo. Suas habilidades ofensivas e defensivas elevadas são muito confiáveis.
Ershin: Uma armadura completamente selada para se proteger de qualquer tipo de maldição. Ershin usa a armadura o tempo todo, ninguém conhece seu rosto ou sua história real. Ela encontra o grupo em um lugar misterioso, poluído por uma maldição, e decide se juntar a eles.
Scias: Um mercenário, foi contratado pela Aliança do Leste durante a guerra. Ele se torna o vigia do grupo. É muito silencioso e distante do mundo. Scias pode executar um poderoso golpe duplo com sua espada.
Ursula: Líder de classe média do Império Fou. Ursula viaja para o continente oriental em busca de dragões e encontra Ryu e seus companheiros. Ursula foi criada no meio militar e sabe muito pouco sobre preocupações mundanas. Ela é excelente em atacar tanto com magia quanto com armas.

## Audio
| Disc 1 (67:20) 1. "Breath of Fire IV ~Opening Animation~" 2. "Endings and Beginnings ~Main Theme~" 3. "Run Straight" 4. "The World Beneath Your Feet" 5. "It's an Easy Win" 6. "2000 Treasure if You Win" 7. "Relessed (Relaxed & Stressed)" 8. "Endings and Beginnings" 9. "NONONO" 10. "Airily" 11. "First Emperor" 12. "Men of War" 13. "Take the Winnings and Run" 14. "A Warring God" 15. "Tiny Village in the Desert" 16. "Gotta Turn it Around, Gotta Turn Around" 17. "Under Pressure" 18. "Bastard Sword" 19. "Working Today, Too" 20. "Out of His Mind" 21. "Unbearable Atmosphere" 22. "Truth and Dreams" 23. "Watch Your Step!" 24. "Darkness" 25. "…Yet the Merchants Will Go" 26. "~A Man~" 27. "Sound of a Little Zenny" 28. "Brave Heart" 29. "Dying Wish" 30. "Maybe I'll Even Buy a Sheep" 31. "Freefall" 32. "How Long Will the Rain Last?" 33. "Whirlpools Inside (The Frog's Song)" 34. "Flutter (Butterfly)" 35. "Shima-shima at Your Back (Buzz Buzz Buzz)" 36. "Unfading Ones" | Disc 2 (70:04) 1. "Song of the Plains" 2. "Echo" 3. "Thousand Wings" 4. "The Sacred Ground Far Away" 5. "Tototon Toton To" 6. "What the Samba?" 7. "Get the Fish!" 8. "I Caught a Big One!" 9. "Landscape" 10. "Like the Sun, Like the Moon" 11. "I'm a Faerie!" 12. "Game Over" 13. "Prayer" 14. "Even Towards Death, Valiantly" 15. "Curse" 16. "Turismo" 17. "Replay" 18. "Seagull Flies" 19. "Go By Ship!" 20. "Pabu-pabu Puka-puka" 21. "Pavane for a Dead Princess" 22. "Destruction" 23. "A God's Beast" 24. "A Raging Emperor's Banquet" 25. "Dragon's Blood" 26. "I. A Wing From the Sky" 27. "II. Relessed" 28. "III. Endings and Beginnings" 29. "A Raging Emperor's Banquet ~Remix~" 30. "Pabu-pabu Puka-puka Song" 31. "A Little After the Dream" |